# Грушківці (Хмільницький район)
Гру́шківці (в минулому — Голяки) — село в Україні,у Іванівській сільській громаді Хмільницького району Вінницької області. Населення становить 556 осіб.

## Історія
Станом на 1885 рік у колишньому власницькому селі Калинівської волості Вінницького повіту Подільської губернії мешкало 576 осіб, налічувалось 93 дворових господарства, існували православна церква, постоялий будинок, 2 водяних млини та винокурний завод..
1892 в селі існувало 85 дворових господарства, проживало 827 мешканців.
За переписом 1897 року кількість мешканців зменшилась до 802 осіб (383 чоловічої статі та 419 — жіночої), з яких 778 — православної віри.

## Відомі уродженці
- Степан Васильович Антонюк (1919—1982), Герой Радянського Союзу
- Гринчук Юрій Петрович (1971—2015) — старшина Збройних сил України, учасник російсько-української війни.[5]